# أبهر صدري نازل
الأبهر الصدري النازل (بالإنجليزية: Descending thoracic aorta)‏الأبهر النازل. في حدود الصدر وهو جزء من الشريان الأورطي الموجود في الصدر . والذي يقع بين قوس الشريان إلى النقطة التي يتفرع بها الشريان إلى الشرايين الحرقفية المشتركة، يبدأ من القسم الخلفي للقوس عند الجدار الخلفي للقفص الصدري وينزل إلى الاسفل خلف التامور والقلب وعلى اجسام الفقرات الصدرية وإلى يسار المرئ. ويترك القفص الصدري من فتحة في عضلة الحجاب الحاجز أمام الحافة السفلى لجسم الفقرة الصدرية الثانية وعند الفقرة القطنية الرابعة .
ينقسم الأبهر النازل إلى فرعين هما الشريان الحرقفي العام الأيمن والشريان الحرقفي العام الأيسر ولتجهيز الطرف السفلي حيث يسمى بالشريان الفخذي .

## وصلات إضافية
- شكل تشريحي: 19:04-03 على موقع مركز سوني دونستات الطبي (تشريح بشري عبر الإنترنت). – "Left side of the منصف."